# Volo Iberia 6463
Il volo Iberia 6463 è stato un volo passeggeri di linea da Madrid, in Spagna, a Guayaquil, in Ecuador, con scalo intermedio a Quito, in Ecuador. Il 9 novembre 2007, l'Airbus A340-600 operante la rotta effettuò un atterraggio duro e uscì di pista all'aeroporto Internazionale Mariscal Sucre di Quito, in pessime condizioni meteorologiche. Non ci furono vittime tra i 345 passeggeri e i 14 membri dell'equipaggio a bordo. Due persone rimasero lievemente ferite.

## L'aereo
Il velivolo coinvolto nell'incidente era un Airbus A340-642, marche EC-JOH, numero di serie 731. Volò per la prima volta il 1 febbraio 2006 e venne consegnato nuovo a Iberia poche settimane dopo, il 27 marzo. Era spinto da quattro motori turboventola Rolls-Royce Trent 556. Al momento dell'incidente, l'aereo aveva poco meno di due anni; questa è stata la prima perdita di un Airbus A340-600. Venne rimosso dal luogo dell'incidente dopo l'autorizzazione da parte degli investigatori e in seguito demolito, poiché i danni erano troppo estesi per un'eventuale riparazione.

## L'equipaggio
Nella cabina di pilotaggio, al momento dell'incidente, erano presenti:
- Il comandante, un 51enne, che aveva un totale di 14 024 ore di esperienza di volo, delle quali 2 375 sull'Airbus A340; era la settima volta che atterrava a Quito con questo tipo di aereo. Tuttavia, l'ultimo avvicinamento a tale aeroporto era avvenuto quasi un anno prima, nel dicembre del 2006.
- Il primo ufficiale, un 40enne, che aveva un totale di 10 095 ore di esperienza di volo, delle quali 1 742 sull'Airbus A340; era la sesta volta che atterrava a Quito.
- Il secondo ufficiale, un 38enne, che aveva un totale di 8 924 ore di esperienza di volo, delle quali 2 793 sull'Airbus A340; era l'ottava volta che atterrava a Quito, l'ultima volta era stata nel giugno del 2007.

## L'incidente
I tempi riportati in questa sezione sono da considerarsi tutti UTC.
Entrando nello spazio aereo ecuadoriano, dalle informazioni estratte dal CVR, l'equipaggio ricevette attraverso il sistema ATIS le informazioni meteorologiche per l'aeroporto di Quito:
- vento da 170° a 6 nodi;
- visibilità: 3 km a Sud, 10 km o più a Nord;
- pioggia moderata, nebbia nelle vicinanze;
- nuvolosità: da 1 a 2 okta a 150 metri, da 5 a 7 okta a 780 metri, 8 okta a 3 000 metri;
- temperatura dell'aria 13 °C, temperatura del punto di rugiada 11 °C;
- QNH 1024 hPa;
- temporali previsti intorno alle 22:00;
- efficienza di frenata: media.

I piloti contattarono il controllore di avvicinamento dell'aeroporto Mariscal Sucre di Quito alle 21:50, ricevendo il permesso di proseguire verso il VOR QIT e di continuare la discesa verso il livello di volo 260 (26 000 piedi (7 900 m)).
Alle 21:53, l'aeromobile venne autorizzato ad eseguire l'avvicinamento strumentale numero 4, e ricevette informazioni riguardanti l'altimetria. 

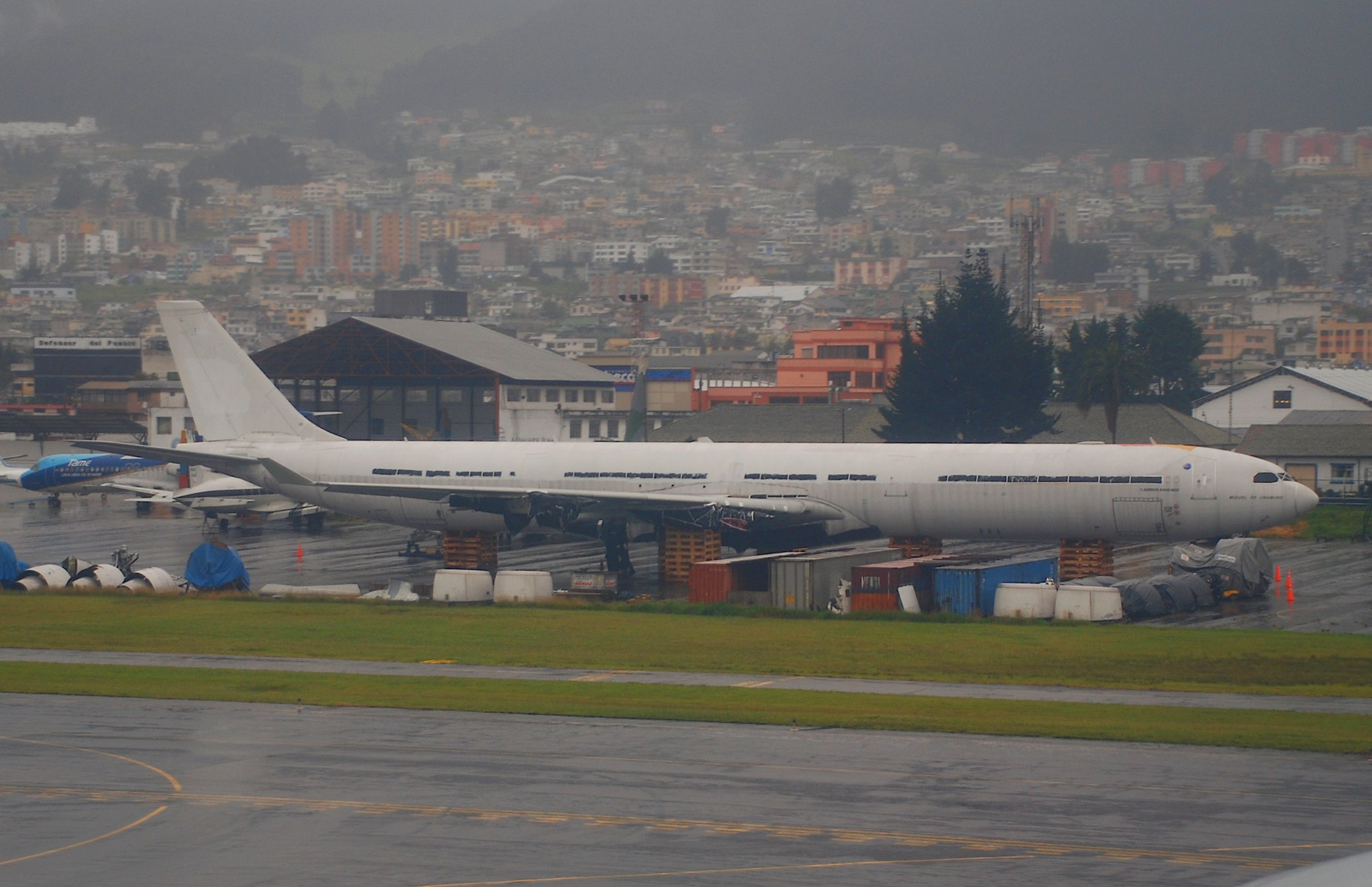
L'Airbus dopo l'incidente, in attesa della demolizione.

Alle 22:03, i piloti comunicarono di essersi stabilizzati sul localizzatore, ricevendo l'autorizzazione per passare alla frequenza della torre di controllo, 118,1 Mhz; il controllore dell'aeroporto li informò che l'efficienza di frenata era passata da "media" a "media-scarsa", dopo le segnalazioni di aerei appena atterrati. Di conseguenza, il settaggio dell'autobrake venne cambiato da "4" ad "HIGH" (ALTO). Dopo aver catturato il segnale dell'ILS, l'ATC disse di avvisare non appena avessero la pista in vista e che il vento aveva cambiato direzione, passando da 170° a 190°.
Due minuti dopo, alle 22:05, l'equipaggio segnalò di vedere l'aeroporto; il controllore li informò che la velocità del vento era diminuita da 6 a 4 nodi, che la pista era bagnata, che l'efficienza di frenata era rimasta scarsa e che erano autorizzati ad atterrare. Il pilota in comando decise di abbandonare il sentiero di discesa dell'ILS e di proseguire basandosi sulle luci del PAPI, procedura comunque conforme alle norme stabilite dalla compagnia. Durante quest'ultima parte dell'avvicinamento, in cabina di pilotaggio risuonò due volte l'allarme del Ground Proximity Warning System "SINK RATE", rispettivamente a 270 piedi (82 m) e 150 piedi (46 m), ad indicare che la discesa stava avvenendo troppo rapidamente.
Alle 22:05:47, l'aeromobile entrò in contatto con la superficie della pista, a 200 metri dalla soglia, con un'accelerazione di 3,09 G (più di 1 100 piedi/minuto e più di 6 metri/secondo), un valore estremamente alto rispetto alla norma. I deflettori si dispiegarono automaticamente, gli pneumatici 3 e 8 esplosero, le barre LAL (Lower Articulation Link) di entrambi i treni del carrello di atterraggio principale cedettero e i cablaggi presenti su di esse si spezzarono, lasciando i motori in modalità APP IDLE. La leva dei flap venne inavvertitamente spostata dal copilota dalla posizione "FULL" a  "2". Poiché l'autobrake non si azionò a causa della perdita di segnale dai sensori dovuta alla rottura dei cablaggi, l'equipaggio applicò l'intensità massima di frenata manuale e tentò di attivare gli inversori di spinta, che però non funzionarono. Inoltre, l'ANTI-SKID venne disattivato.
L'aeromobile oltrepassò l'estremità della pista 35 con una velocità al suolo di circa 90 nodi (170 km/h) e urtò contro le antenne di localizzazione del sistema di atterraggio strumentale, fermandosi a 232 metri nella zona di sicurezza e rimanendo appoggiato sull'ala sinistra.

## Le indagini

### Gli inversori di spinta

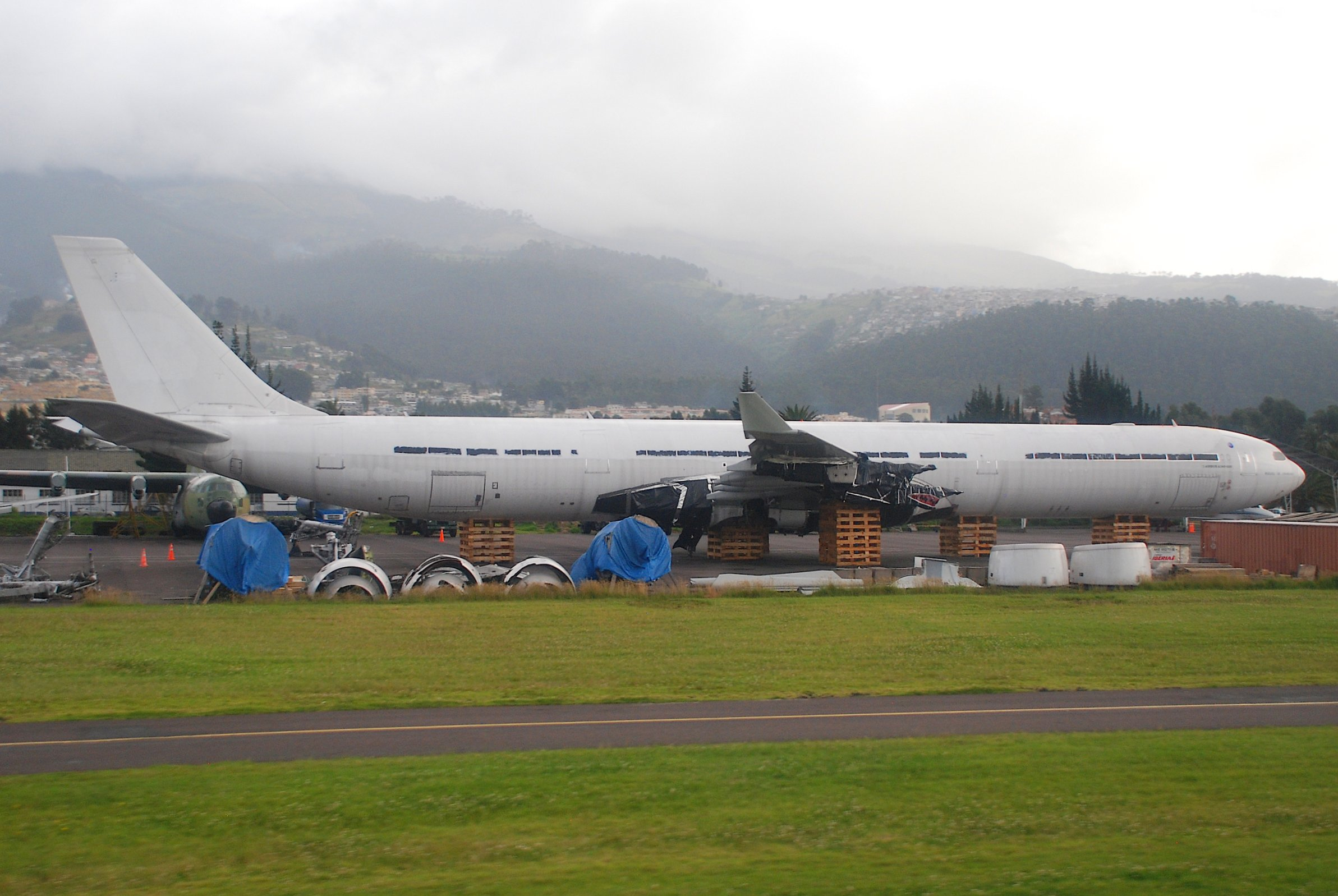
Un'altra vista dell'aereo in attesa della demolizione. In primo piano si possono notare 3 dei 4 motori appoggiati al suolo.

L'Airbus A340 dispone di due unità di controllo, denominate Landing Gear Control Interface Unit 1 e 2 (LGCIU 1 e 2), che ricevono segnali da circuiti indipendenti situati su ciascuna gamba del carrello di atterraggio principale. Il circuito della LGCIU 1 attraversa il retro e quello della LGCIU 2 attraversa la parte anteriore di ciascun treno. Un computer, l'Electronic Engine Control (EEC), riceve i segnali dalle 2 LGCIU. In condizioni nominali, affinché l'EEC possa identificare il fatto che il jet si trovi a terra, le LGCIU devono trasmettere segnali chiamati "GROUND". Se i due segnali risultano invece essere "FLIGHT", l'aereo è considerato in volo e di conseguenza gli inversori di spinta non possono essere attivati.
Il sistema elettrico numero 1 scorre lungo la zona posteriore del carrello principale e invia segnali alla LGCIU 1. Il sistema numero 2 corre lungo la parte anteriore, si trova sulla barra LAL e invia segnali alla LGCIU 2. Gli investigatori scoprirono che il cedimento di entrambe le LAL al momento del touchdown causò la rottura del cablaggio del sistema elettrico numero 2 di entrambi i carrelli principali.
Il danno portò all'interruzione dei segnali emessi:
- dai tachimetri delle ruote anteriori dei treni principali, ruote da 1 a 4. Di conseguenza, la Brake Steering Control Unit (BSCU) non permise l'azionamento dell'autobrake;
- dai sensori del carrello, che non resero possibile all'EEC determinare se l'aeromobile fosse effettivamente a terra. La LGCIU 1 funzionò correttamente, cosa che non avvenne per la LGCIU 2 a causa della mancanza dei segnali emessi dai sensori. Poiché l'EEC privilegia la validità del segnale FLIGHT per impedire il dispiegamento degli inversori in volo, questi non si attivarono.

Nonostante il malfunzionamento, nessun messaggio di errore venne visualizzato sull'ECAM, poiché tale tipo di problema non era stato pensato in fase di progettazione. Tuttavia, era possibile per i piloti capire che gli inversori non si erano attivati, in 2 modi:
- l'indicazione in verde "REV", visualizzata sul computer di bordo ad inversori operativi, non apparì,
- la potenza dei motori rimase al minimo, mentre ad inversori operativi dovrebbe aumentare quasi al massimo.

### ILS e PAPI
La registrazione del CVR confermò che il comandante era colui che stava pilotando l'aereo e che seguì il percorso dell'ILS fino a quando non ebbe un contatto visivo positivo con le luci del PAPI. A questo punto, decise di lasciare il sentiero di discesa dell l'ILS, catturando e seguendo il percorso del PAPI per atterrare all'interno dei primi 300 metri e utilizzare la massima lunghezza disponibile della pista.
Tale scelta fu dettata dal fatto che, scegliendo di continuare sul percorso ILS, l'atterraggio sarebbe avvenuto più avanti nella pista, lasciando meno distanza a disposizione per fermare il velivolo.

### Risultati delle simulazioni
Gli investigatori effettuarono varie simulazioni con le stesse condizioni ambientali del volo Iberia 6463. Venne scoperto che la scelta di disattivare l'ANTI-SKID ebbe un effetto marginale sul rallentamento. Allo stesso modo, il cambiamento di configurazione dei flap da FULL a 2 e la spinta in FLIGHT IDLE ebbero solo effetti marginali sulla decelerazione dell'aereo durante la corsa di atterraggio.
- Se la frenata fosse iniziata a 200 metri dalla soglia della pista, con l'attivazione degli inversori di spinta e con 4 freni inoperativi, sarebbero rimasti 600 metri di pista. Se gli inversori di spinta si fossero attivati e i 12 freni avessero funzionato normalmente, l'Airbus avrebbe avuto un margine di 950 metri applicando la frenata manuale, oppure di 800 metri utilizzando il sistema di autobrake in posizione HIGH.
- In queste stesse condizioni (inversori di spinta attivi e 12 freni funzionanti), se il punto di atterraggio fosse stato compreso tra 500 e 600 metri dalla soglia (il punto di arrivo seguendo il sentiero di discesa ILS), l'aeromobile si sarebbe fermato sulla pista con un margine tra 550 e 650 metri applicando la frenata manuale, oppure tra 400 e 500 metri utilizzando il sistema di autobrake in posizione HIGH.

Quando si attivò per la prima volta l'allarme di SINK RATE (rateo di discesa), il pilota in comando alzò leggermente il muso dell'aereo. Non appena l'allarme smise di suonare, tra 170 e 120 piedi dal suolo, il comandante applicò per due volte valori di picchiata, che aumentarono significativamente la velocità verticale del velivolo. Poco prima dell'atterraggio, applicò ripetutamente comandi di cabrata da 50 piedi da terra fino al touchdown. Le simulazioni eseguite dimostrarono che i comandi applicati durante fase finale, a un'altitudine inferiore a 100 piedi, produssero un aumento della velocità verticale di 4 piedi/sec, che ridussero la distanza della flare a soli 26 metri. La manovra di flare, che durò 2 secondi, iniziò a 46 piedi da terra con una traiettoria instabile e una velocità di discesa superiore a 1 100 piedi/minuto (6 metri/secondo).

### Conclusioni
La Dirección General de Aviación Civil del Ecuador (DGAC) pubblicò il final report 2 anni dopo l'incidente. Nella sezione delle probabili cause viene riportato:
Altri aspetti che hanno contribuito sono:
- il briefing per l'avvicinamento eseguito dall'equipaggio, che non è stato effettuato adeguatamente per le condizioni reali dell'aeroporto;*
- il fatto che l'equipaggio, pur avendo esperienza a Quito e in aeroporti simili, non avesse esperienza con situazioni meteorologiche come quelle del giorno dell'incidente, una circostanza che avrebbe permesso loro di sviluppare una strategia di avvicinamento compatibile con le condizioni di questa operazione; in particolare, in relazione alla distanza di pista necessaria per fermarsi e all'altitudine minima per passare dal sentiero di discesa ILS a quello PAPI;
- le condizioni meteorologiche al momento dell'atterraggio (visibilità, vento in coda e pioggia).»